# Eisbergfreistadt
Die Eisbergfreistadt (englisch Iceberg free state) ist ein 2007 entstandenes Kunstprojekt, das von den angelsächsischen Künstlern Nicholas Kahn und Richard Selesneck zunächst in den USA gezeigt wurde, darunter in Boston, und 2010 auch in Europa zu sehen war.
Das Kunstprojekt mit seinen Fotomontagen beruht auf der fiktiven Annahme, im deutschen Inflationsjahr 1923 habe sich in der Arktis ein überdimensionaler Eisberg gelöst und sei in der Ostsee vor Lübeck auf Grund gegangen. Die Hanseaten, so die Geschichte des Projekts, begannen sofort mit der umfassenden Vermarktung des Naturereignisses und erklärten den Eisberg vor den Toren zur Freihandelszone. Obwohl sogleich mit Luftschiffen erreichbar, lässt sich dennoch kein Offshore-Finanzplatz einrichten... Kahn und Selesnick beziehen in diese Phantasie den realen Grafiker Wenzel Hablik ein, der 1923 tatsächlich auch Notgeld für Kommunen entwarf, allerdings weder für die Eisbergfreistadt noch für die Hansestadt Lübeck, die aus Sicht der Ausstellungsmacher die Inkarnation der Alten Welt ist. In der Stadt habe man „diese expressionistische 20er-Jahre-Atmosphäre vorgefunden [...], die in den USA gerade ein Revival erlebt, die glamourös und etwas unheimlich, aber für die Kunst ergiebig war“, sagte Nicholas Kahn. Das Projekt verweist dabei auf die Gegenwart, auf die Unsicherheit der ökonomischen Verhältnisse, die Spekulationswut der Finanzwelt sowie auf die ökologische Instabilität.
2008 wurden Kahn und Selesneck für das Projekt mit dem AICA-Award ausgezeichnet.
2010 war die Ausstellung in der Lübecker Overbeck-Gesellschaft, dem Kunstverein der Hansestadt in den Bürgergärten hinter dem Behnhaus, zu sehen.
Kahn und Selesnick arbeiten seit 1986 zusammen, ihre Werke befinden sich in Sammlungen wie der des Smithsonian, des Museum of Fine Arts, Houston oder dem Philadelphia Museum of Art.